# George Sitwell
Sir George Reresby Sitwell (né le 27 janvier 1860 à Londres et décédé le 9 juillet 1943 à Locarno en Suisse), 4e baronnet, est un « antiquaire » (au sens britannique d'amateur d'antiquités), écrivain et homme politique conservateur anglais. 

## Biographie
Il hérite du titre à deux ans à la mort de son père. Après des études au Eton College puis à Christ Church (Oxford) et une courte carrière militaire, il entre en politique. Il est élu pour Scarborough en 1885.
Durant ses études, il se rend célèbre en janvier 1880 quand il expose la fraude de la médium Florence Cook lors d'une séance publique à Londres.
En 1886, il épouse Ida Emily Augusta Denison avec qui il a trois enfants : Osbert, Edith et Sacheverell, qui sont surnommés les écrivains de la « famille Sitwell ».
En 1909, il achète Castello di Montegufoni alors en ruines et passe trente ans à le restaurer. Il s'y installe définitivement en 1925, expliquant qu'il a quitté la Grande-Bretagne pour des raisons fiscales.
En 1937, sa femme meurt. Il quitte l'Italie pour la Suisse au début de la Seconde Guerre mondiale, où il meurt. Son « règne » de baronnet est 81 ans et 89 jours, un des plus longs.